# Намазов, Асаф Гусейн оглы
Аса́ф Гусе́йн-оглы́ Нама́зов (азерб. Asaf Hüseyn oğlu Namazov; род. 26 января 1952, СССР) — советский футболист, за время карьеры успевший поиграть почти на всех футбольных позициях: защитника, полузащитника и нападающего, азербайджанский футбольный тренер. Мастер спорта с 1977 года.

## Карьера

### Клубная
С 1973 года выступал в составе бакинского «Нефтчи», сыграл 214 матчей, забил 6 мячей, в сезоне 1976 года вместе с командой стал серебряным призёром первенства в Первой лиге СССР, что давало право на выход в Высшую лигу, где и играл в составе бакинцев до 1980 года, когда перешёл в клуб «Хазар» из города Ленкорань, в котором и доиграл сезон. В 1981 году снова играл в Высшей лиге, уже в составе «Кубани», за которую провёл 18 матчей за основной состав 10 матчей за дубль. В 1982 году вернулся в «Нефтчи», за который сыграл в том году 12 матчей, а уже в следующем, 1983 году, завершил карьеру.

### Тренерская
После завершения карьеры игрока занялся тренерской деятельностью. Руководил «Нефтчи» в 2000 году.

## Достижения
2-е место в Первой лиге СССР (выход в Высшую лигу): (1)
- 1976 (ФК «Нефтчи»)

## Награды
- Мастер спорта (1977)